# Jan Zylber
Jan Zylber (ur. 14 kwietnia 1936 w Kaliszu, zm. 23 kwietnia 1997 w Warszawie) – polski przedsiębiorca, muzyk jazzowy, animator kultury, menedżer muzyczny, w latach 1991–1993 poseł na Sejm I kadencji.

## Życiorys
Syn kaliskiego adwokata, pochodził z rodziny neofickiej, która w XIX wieku przeszła z judaizmu na chrześcijaństwo. W 1952 ukończył I Liceum Ogólnokształcące im. Adama Asnyka w Kaliszu, a w 1956 studia na Wydziale Mechanicznym Politechniki Poznańskiej.
Na przełomie lat 50. i 60. był perkusistą w sekstecie Krzysztofa Komedy i w Jazz Believers (zespole Krzysztofa Komedy i Jana Ptaszyna Wróblewskiego), z którymi występował m.in. na festiwalach jazzowych w Sopocie. W tym samym okresie organizował Jazz Campingi na Kalatówkach. Statystował w filmie Andrzeja Wajdy Niewinni czarodzieje z 1960.
Po zakończeniu kariery muzycznej pracował w Polskiej Agencji Artystycznej „Pagart”. Był menedżerem m.in. Ewy Demarczyk, duetu Marek i Wacek oraz kabaretu Silna Grupa pod Wezwaniem. W latach 80. założył jedną z pierwszych tzw. firm polonijnych.
W 1991 został posłem na Sejm I kadencji z ramienia Polskiej Partii Przyjaciół Piwa. W trakcie kadencji wstąpił do klubu Polski Program Liberalny.
Był ojcem Filipa Zylbera.